# Мајсбург
Мајсбург (њем. Meisburg) општина је у њемачкој савезној држави Рајна-Палатинат. Једно је од 109 општинских средишта округа Вулканајфел. Према процјени из 2010. у општини је живјело 250 становника. Посједује регионалну шифру (AGS) 7233043.

## Географски и демографски подаци
Мајсбург се налази у савезној држави Рајна-Палатинат у округу Вулканајфел. Општина се налази на надморској висини од 475 метара. Површина општине износи 7,0 km². У самом мјесту је, према процјени из 2010. године, живјело 250 становника. Просјечна густина становништва износи 35 становника/km².